# Casque d'Amfreville

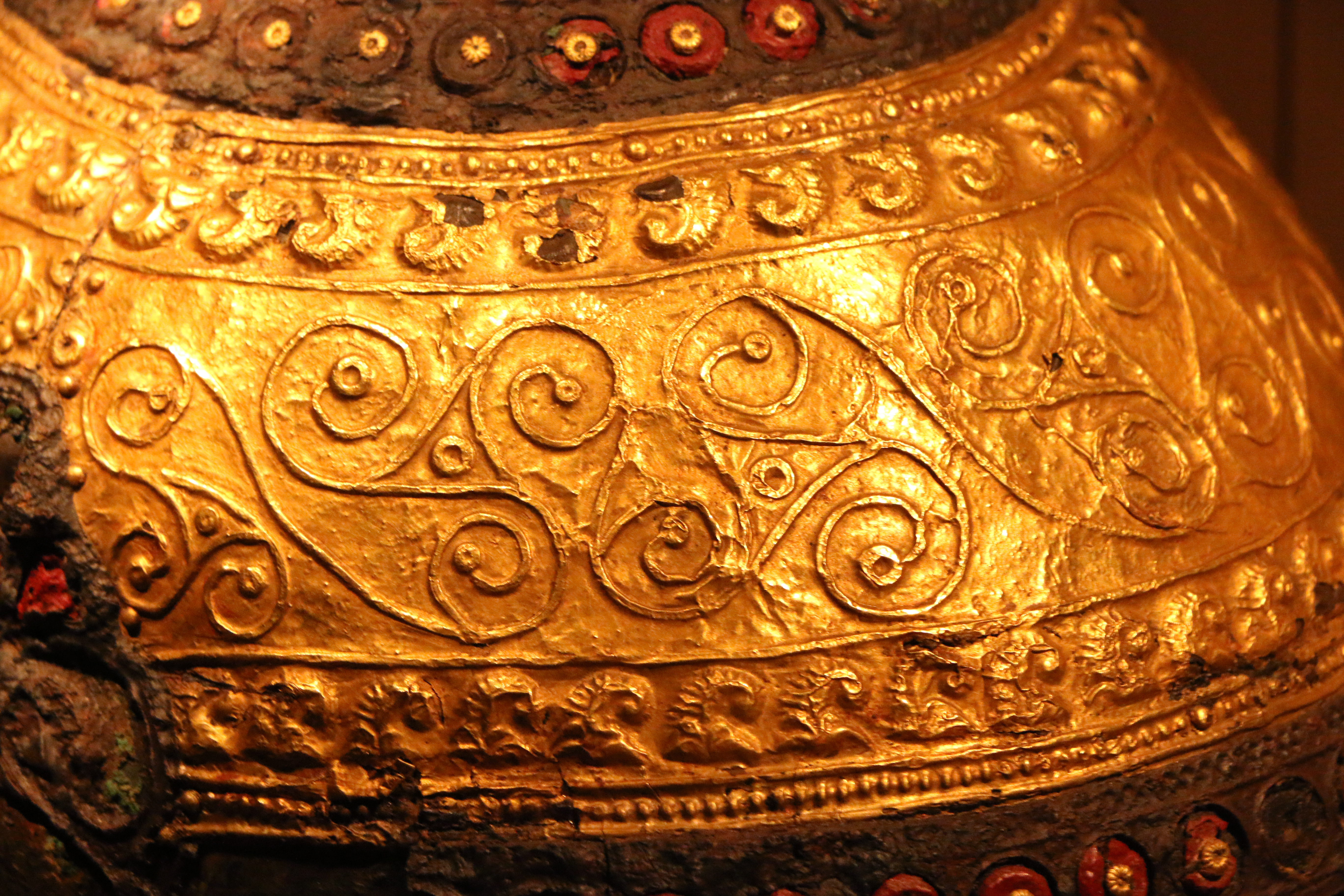
Détail des décorations de la bande d'or.

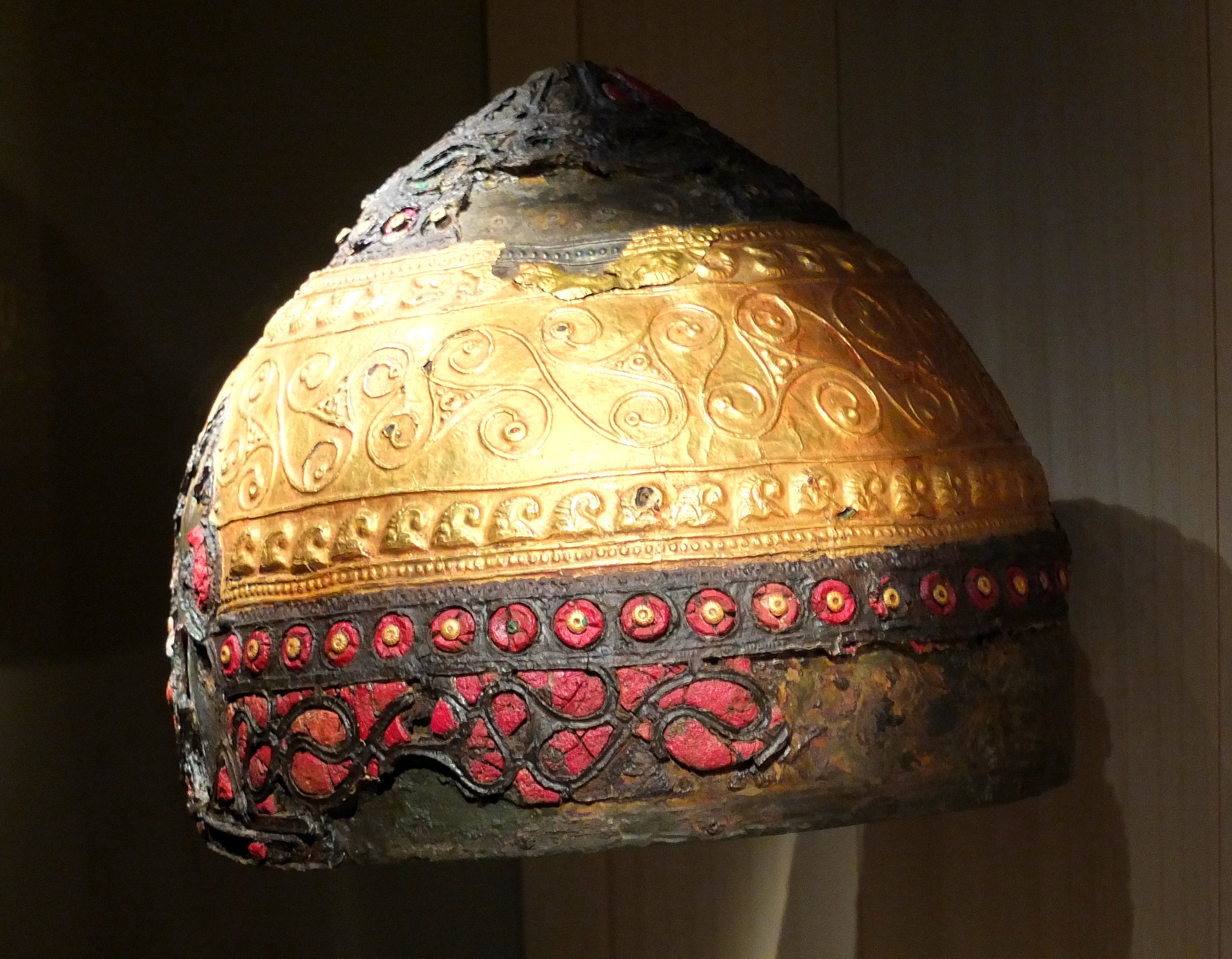
Les motifs décoratifs des trois bandes, du côté arrière.

Le casque d'Amfreville est un casque celtique d'apparat en bronze recouvert de larges bandes de feuilles d'or ornées de rinceaux et de motifs divers.
Découvert en 1841 à Amfreville-sous-les-Monts, en Normandie, France, il est conservé au musée d'Archéologie nationale, à Saint-Germain-en-Laye.

## Découverte
Le casque est trouvé à Amfreville-sous-les-Monts, dans une rivière,, plus précisément un ancien bras de la Seine, sur sa rive droite, en 1841, à trois ou quatre mètres de profondeur.
La région où il est découvert ne comporte aucun autre vestige de la même époque. L'hypothèse généralement retenue est plutôt une origine marnienne.

## Description
Le casque d'Amfreville est formé d'une calotte en bronze, supportant des bandes décorées en fer, en bronze, en émail et en or.
Deux larges bandes en or se rejoignent en ménageant une échancrure pour fixer les bandes latérales. 
Ces bandes de feuilles d'or sont analysées en 1990 par microscopie électronique à balayage, pour en observer les méthodes de fabrication. L'or en est indiqué assez pur, avec 4 à 6 % d'argent, et 0,6 % de cuivre. Cette composition, fréquente dans les ors gaulois, permet une grande malléabilité du métal précieux et facilite son brunissage.
Selon le Musée d'archéologie nationale où il est conservé, le casque est daté du IIIe siècle av. J.-C.. Selon d'autres auteurs, il est plutôt du IVe siècle av. J.-C..
Il ressemble fortement au casque d'Agris, un autre casque celtique d'apparat, plus ancien, qui a en commun avec lui d'être les deux seuls casques celtes connus à être rehaussés de feuilles d'or. De plus, le contexte archéologique de ces deux casques semble être un contexte religieux, ce qui pourrait induire une autre signification qu'une valeur de prestige.
Les analogies sont nombreuses avec les casques retrouvées en Italie du Nord. Les caractéristiques principales du casque d'Amfreville se retrouvent dans une série d'exemplaires de casques en bronze décoré au repoussé, trouvés dans cette région. Par contre, ce casque présente à l'arrière un couvre-nuque indépendant qui ne se retrouve que sur des casques trouvés en dehors de l'Italie. La disposition générale du décor, elle, se retrouve tant sur des casques italiens que transalpins.

## Historique de conservation
D'abord propriété privée, le casque d'Amfreville entre dans les collections du musée du Louvre en 1860. Il est donné en dépôt au musée d'Archéologie nationale, à Saint-Germain-en-Laye, où il est exposé dans la partie relative au second âge du fer.